# Disque de stationnement

Panneau officiel français indiquant un stationnement avec disque.

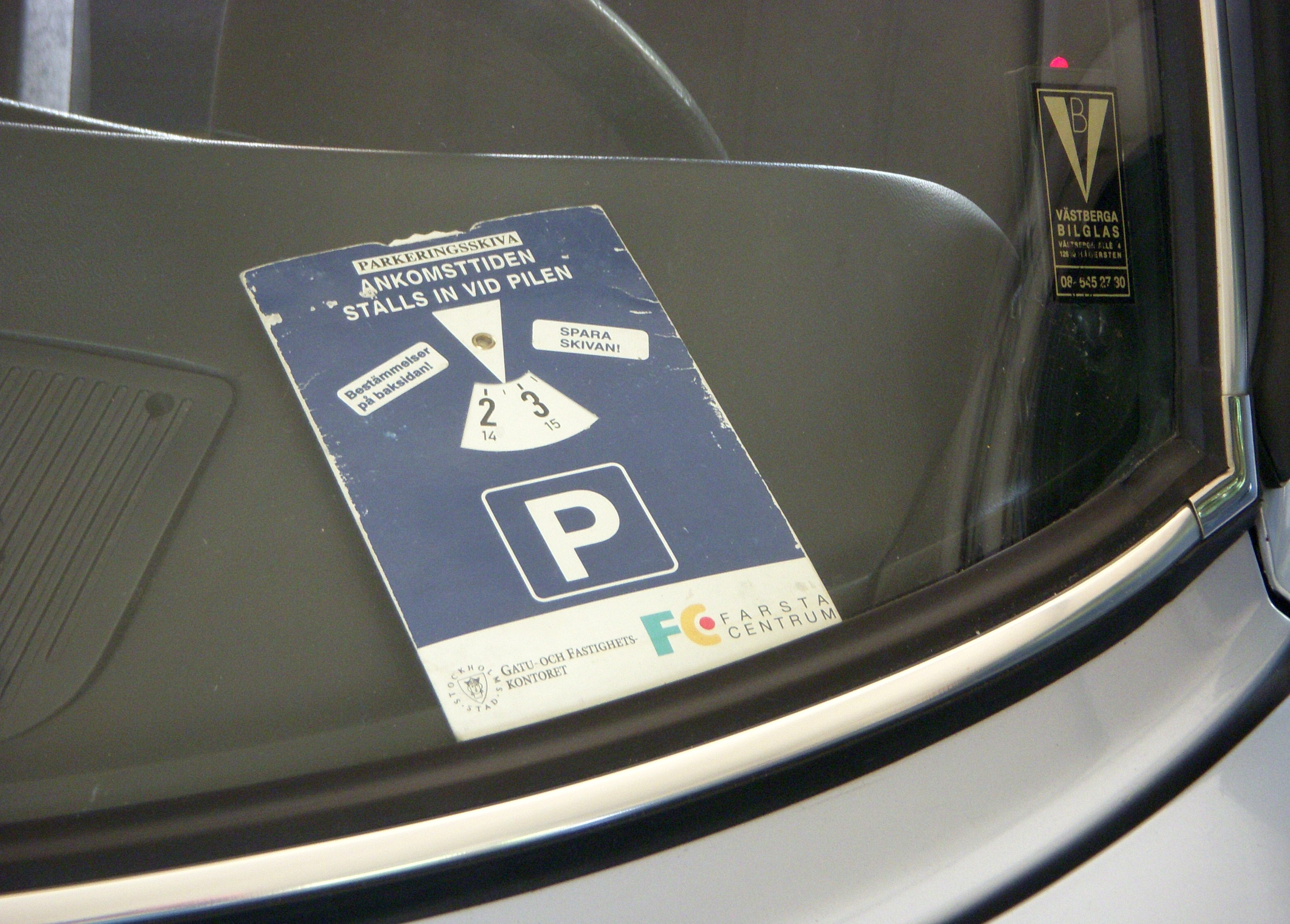
Exhibition d'un disque de stationnement

Un disque de stationnement est un dispositif destiné à faciliter le contrôle d’une limitation de stationnement. Ce dispositif doit être conforme à un modèle type qui est variable selon les pays.
Il a été utilisé pour la première fois en France en 1957 dans la ville de Paris, avant d'être repris dans la plupart des pays européens. Une normalisation a été établie au niveau européen en 1979. Les pays se mettent graduellement en conformité avec cette recommandation.

## Histoire

### Naissance en France en 1957
Les compteurs de stationnement sont utilisés depuis longtemps aux États-Unis à partir de 1935 à Oklahoma City, et placés sur des colonnettes se développent eu Europe dans les années 1950. C’est en France qu’est inventé le disque de stationnement. L'initiateur de cette invention est un Sarthois d'origine versaillaise, Lucien Bouvier, alors maire-adjoint à La Flèche.
Au début des années 1950, les problèmes de circulation routière et de stationnement étaient déjà particulièrement importants dans la capitale française et ont amené les pouvoirs publics à prendre des mesures de police sévères pour pouvoir améliorer la situation.
Le parc automobile du département de la Seine avait considérablement augmenté, passant de 400 000 véhicules en 1938 à 920 000 fin 1955 et de nombreux véhicules stationnaient de manière permanente, ne respectant pas la réglementation du stationnement en place.
Une ordonnance du Préfet de Police en date du 19 septembre 1955 prescrit l'enlèvement des véhicules en stationnement illicite au moyen de camions-grues. Le Préfet de Police décide parallèlement de faire respecter strictement le stationnement unilatéral à partir du 16 janvier 1956, et publié un communiqué dans lequel il déclare notamment :

« Dans l'agglomération parisienne certaines règles ont été fixées pour le stationnement des véhicules : celui-ci peut s'effectuer des deux côtés dans les rues larges, d'un seul côté si le stationnement bilatéral ne permet pas à deux files de voitures de circuler simultanément, cette disposition s'appliquant également dans les voies où la circulation s'effectue à sens unique. Il est totalement interdit dans les rues étroites ou sur certains points particuliers signalés à l'attention (disques, grès rouges) ou bien connus (arrêts d'autobus, stations de taxis, etc.).

L'expérience montre que l'inobservation de ces règles est l'une des principales causes des difficultés que l'on rencontre pour circuler.

Une récente étude des contraventions relevées pour stationnement irrégulier vient de révéler que la plupart des conducteurs fautifs savaient pertinemment qu'ils étaient en infraction, mais préféraient courir le risque d'un procès-verbal plutôt que de garer leur véhicule loin de leur domicile ou de leur bureau.

Aussi le Préfet de Police a-t-il décidé de faire appliquer strictement la réglementation relative au stationnement.

Les premiers efforts de ses services porteront sur les voies très empruntées, où la satisfaction de quelques commodités particulières est en réalité une méconnaissance totale de l'intérêt général… »

Parallèlement une expérimentation de stationnement limité dans le temps est engagée en 1953 et en novembre 1955 : le stationnement sur les contre-allées des Champs-Élysées est limité à une heure. Le contrôle s'effectue au moyen de papillons que collent des préposés spécialisés sur les bandes de roulement des pneus des voitures en stationnement et dont la couleur change toutes les heures. En réalité, la durée du stationnement effectivement permis peut varier de 1 h à 1 h 55, suivant l'instant de l'arrivée.
Par ailleurs, même si le principe de recevoir une taxe sur le stationnement divise encore très fortement les usagers, la Préfecture de la Seine a ouvert en juillet 1955 un concours « en vue de rechercher un procédé pour la perception d'une taxe de stationnement applicable aux voitures automobiles en différents points des voies publiques parisiennes ». Ce concours a donné lieu à 175 suggestions (chèques-stationnement, compteurs de stationnement sur la voie publique, appareils fixés aux voitures, etc.).
C’est ainsi qu’apparaît le 1er octobre 1957 une zone bleue au nord-ouest de Paris, à l'intérieur de laquelle l'autorisation de stationnement est limitée à une heure maximum, extension de l’expérimentation des Champs-Élysées. Cette zone est située au nord de la Seine et court de la place de l’Étoile jusqu'à la Gare du Nord et au Louvre.
Le nouveau dispositif de contrôle du stationnement, mis en place par le préfet de police René Genebrier, et inventé par le chef des services techniques de la police de Paris, l'ingénieur Robert Thiebault, comprend deux parties : le disque de stationnement que l’automobiliste doit  apposer à l’intérieur de son véhicule en indiquant l’heure d’arrivée et de départ et l’appareil d’enregistrement mis à disposition des contrôleurs.
Les policiers chargés du contrôle disposent en effet d’un petit appareil dans lequel ils enregistrent à l’aide de deux petites touches les deux derniers chiffres de l'immatriculation des véhicules stationnés. Lors de la tournée suivante, une heure plus tard, si les deux mêmes chiffres saisis sont déjà enregistrés, une sonnerie se déclenche.
Ce dispositif sera retenu par la ville de Cassel en Allemagne en 1961. puis se généralisera dans les années 1960 dans l’ensemble des pays européens, avec des formes variables selon les pays.

### Normalisation européenne en 1979

Modèle de disque de stationnement utilisé en Belgique avec les trois langues officielles

La conférence européenne des ministres des transports des 30 et 31 mai 1979 a recommandé l'utilisation d'un disque de stationnement uniforme dans les États membres. Ce modèle de disque ne mentionne que l'heure d'arrivée. 
Il présente l'avantage de pouvoir être utilisé pour des stationnements de durées différentes et permet aussi à l'autorité compétente d'adapter les durées admissibles de stationnement aux conditions locales. 
Il implique cependant d'une part que le conducteur et l'agent de contrôle doivent ajouter la durée de stationnement à l'heure marquée pour déterminer l'heure d'expiration, et d'autre part une modification de la signalisation de ces emplacements.[pas clair]
Les avantages de ce disque sont liés à sa souplesse d'utilisation. Il s'adapte mieux que le disque bleu aux réglementations qui limitent à moins d'une heure la durée de ce stationnement autorisé et, par conséquent, ils favorisent une plus grande rotation des véhicules sur les places de stationnement eu égard aux conditions nouvelles de circulation et de stationnement.

## Situation dans les pays européens

### Allemagne
Le dispositif européen a été introduit en Allemagne dès 1981. Les détails ont été publiés en Verkehrsblattverlautbarung Nr. 237 vom 24. Nov. 1981

### Belgique
La Belgique a adopté le dispositif européen depuis le 31 mars 2003. Un modèle différent du format européen était utilisé précédemment. Ce modèle, dont le quadrant est divisé en quarts d'heure et non en demi-heures, n'est plus valable et peut valoir une amende à son utilisateur.
Le disque doit aussi être conforme à un arrêt royal de 1975 qui impose les mentions apparentes dans les trois langues nationales de Begique au-dessus du carton (néerlandais, français et allemand).

### France

#### Disque «zone bleue»
Après l’expérience parisienne de 1957, le disque « zone bleue » autorisant une durée forfaitaire de stationnement de 1 h 30 dans certaines zones est généralisé à l’ensemble du territoire national par un décret du Premier ministre du 29 février 1960. Chaque face de ce disque (matin et après-midi) comporte deux fenêtres, « heure d’arrivée » et « heure de départ », avec une amplitude de stationnement figée.

#### Disque européen de 2007

Modèle de disque de stationnement utilisé en France à compter du 6 décembre 2007

Une expérimentation de l'utilisation du nouveau disque européen est lancée en janvier 2001 dans la ville de Bron, commune du Rhône de 40 000 habitants, à l'occasion de l’arrivée du tramway en centre-ville. La durée de stationnement est alors réglementée à 30 minutes sur la majeure partie de l’avenue Franklin Roosevelt, axe principal de la ville où circule le tramway, ce qui évite tout stationnement de voitures « ventouses » devant les commerces. Pour le reste du centre-ville concerné, la durée retenue est de 1 h 30.
La France adopte finalement le disque européen par décret du 19 octobre 2007 modifiant le code de la route. En complément, le nouveau modèle de disque a été défini par un arrêté du ministre de l'intérieur du 6 décembre 2007. Celui-ci ne comporte désormais qu'une fenêtre permettant à l'usager d'indiquer son heure d'arrivée. Avec ce nouveau dispositif, la durée forfaitaire de stationnement de 1 h 30 disparaît au profit d’une durée fixée par arrêté municipal. Ce nouveau procédé autorise ainsi la modulation des durées du stationnement dans des zones délimitées, ce qui n’était pas possible avec le disque antérieur.
Le modèle français est carré, de 150 mm de côté, alors que le modèle européen est rectangulaire. Les indications portées sur le recto du disque sont très encadrées. Le dispositif doit comporter une représentation du panneau C1a sur un fond sombre avec la mention « Heure d'arrivée ». Le choix des couleurs est toutefois laissé à l'appréciation du fabricant. En revanche, le verso « peut comporter signes, inscriptions, image ou dessin, pourvu qu'ils ne soient pas contraires à l'ordre public et aux dispositions législatives et réglementaires en vigueur ». Les municipalités désirant mettre en œuvre ce système de gestion du stationnement doivent prévoir la distribution du disque et la signalisation.
À titre transitoire, les dispositifs de contrôle existant avant l'entrée en vigueur du décret et comportant une heure limite de stationnement ont pu être utilisés jusqu'au 31 décembre 2011.
En France, les dispositifs commercialisés dans un autre État membre de l'Union européenne sont réputés conformes au modèle français.

#### Signalisation routière
Conformément à l'article R417-3 du Code de la Route le dispositif de contrôle du stationnement urbain est défini par l'arrêté du 6 décembre 2007. Les zones à stationnement gratuit limité et réglementé sont annoncées par des panneaux de type C1b ou B6b3 définis par l’Arrêté du 24 novembre 1967 relatif à la signalisation.. En outre ces panneaux doivent être complétés d'un panonceau M6c indiquant la durée limite de stationnement ainsi que les limites de la période d'application de la mesure.

Signal B6b3
Signal B50C (annonce la fin d'application du signal B6b3)
Signal C1b
Panonceau M6c
Panonceau M6c

### Suède

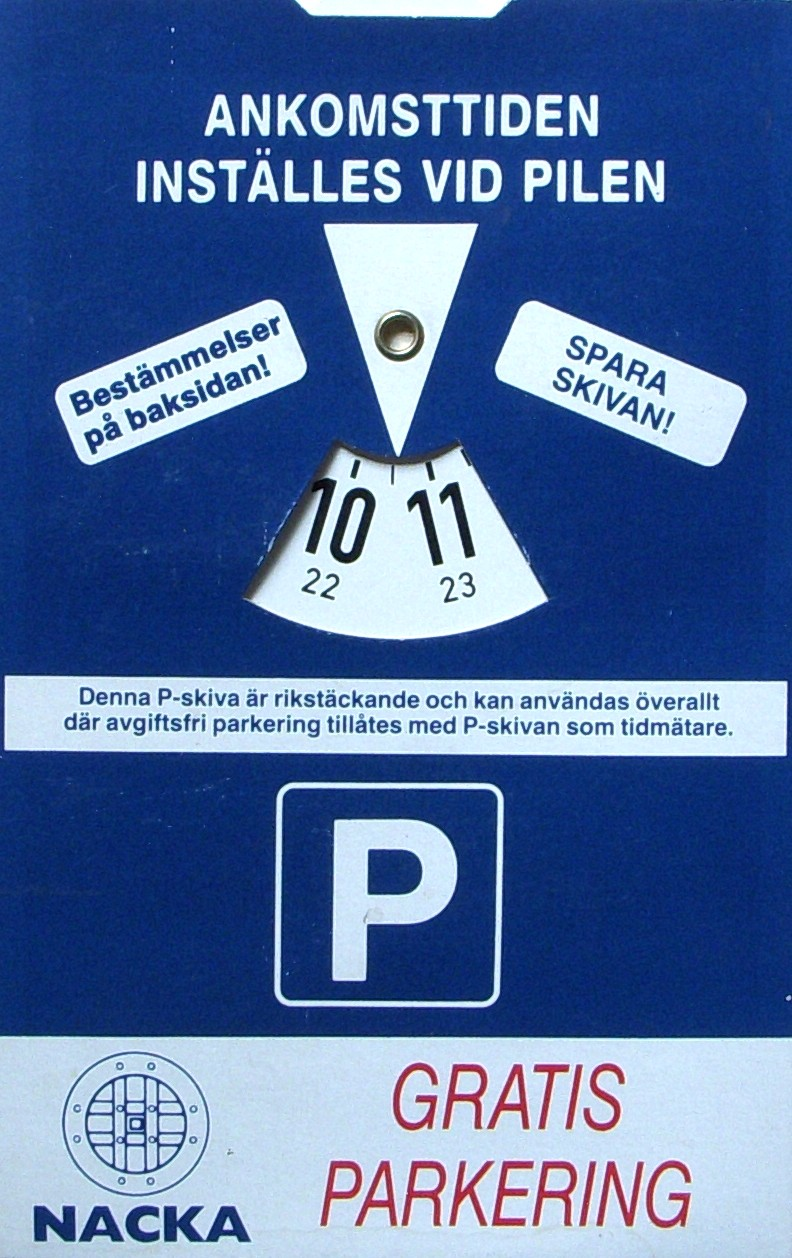
Disque de stationnement en Suède

Le disque européen a été utilisé pour la première fois dans le Farsta Centrum à Stockholm, le 1er décembre 1993.[réf. nécessaire]